# Новоильиновское сельское поселение
Новоильиновское се́льское поселе́ние — муниципальное образование в Полтавском районе Омской области Российской Федерации.
Административный центр — село Новоильиновка.

## История
Статус и границы сельского поселения установлены Законом Омской области от 30 июля 2004 года № 548-ОЗ «О границах и статусе муниципальных образований Омской области».

## Население
| 2010  | 2011  | 2012  | 2013  | 2014  | 2015  | 2016  |
| ----- | ----- | ----- | ----- | ----- | ----- | ----- |
| 1493  | ↘1487 | ↗1488 | ↗1500 | ↗1523 | ↘1465 | ↘1428 |
| 2017  | 2018  | 2019  | 2020  | 2021  | 2023  |       |
| ↘1403 | ↘1381 | ↘1369 | ↘1348 | ↘1109 | ↘1051 |       |

## Состав сельского поселения
| № | Населённый пункт | Тип населённого пункта       | Население |
| - | ---------------- | ---------------------------- | --------- |
| 1 | Новоильиновка    | село, административный центр | ↗1133     |
| 2 | Светиловка       | деревня                      | ↘4        |
| 3 | Терпенье         | деревня                      | ↘356      |